# Ciglena
Ciglena est un village du comitat de Bjelovar-Bilogora situé dans la région de Slavonie en Croatie.